# Ostafrikanische Föderation
Die Ostafrikanische Föderation (Suaheli: Shirikisho la Afrika Mashariki) ist eine mögliche Vereinigung der 8 unabhängigen Staaten Burundi, Demokratische Republik Kongo, Kenia, Ruanda, Südsudan, Somalia, Tansania und Uganda zu einem einzigen, föderativ organisierten, souveränen Staat in Ostafrika. Die Vereinigung beruht auf dem wirtschaftlichen und politischen Integrationsmechanismus der Ostafrikanischen Gemeinschaft (East African Community), der aus diesen Staaten gebildet wird.
Im September 2018 wurde ein Komitee gebildet, das mit der Ausarbeitung einer gemeinsamen regionalen Verfassung beginnen soll. Über die Realisierbarkeit des Projekts gibt es international gemischte Ansichten.
Der Ausschuss trat vom 14. bis 18. Januar 2020 zu einer fünftägigen Konsultation in Burundi zusammen und kündigte an, dass bis Ende 2021 eine Konföderationsverfassung ausgearbeitet werden soll. Nach Genehmigung des Entwurfs durch die sieben EAC-Staaten nach einem Jahr der Konsultationen soll die ostafrikanische Konföderation bis 2023 gegründet werden. Der Fahrplan für eine vollständige politische Föderation wird auf künftigen Treffen ausführlich erörtert.

## Möglicher Staat
Mit 4.812.618 Quadratkilometern wäre die Ostafrikanische Föderation das größte Land in Afrika und das siebtgrößte der Welt. Es würde sich vom Atlantischen bis zum Indischen Ozean erstrecken. Seine Bevölkerung von ca. 280 Millionen Einwohnern würde es zur größten Nation in Afrika und zur viertgrößten der Welt machen. Der neue Staat hätte eine sehr junge und stark wachsende Bevölkerung, die bis 2050 auf ca. 600 Millionen ansteigen könnte, womit es die Einwohnerzahl der Vereinigten Staaten übertreffen würde. Das Durchschnittsalter würde 17,8 Jahre betragen. Christen würden die Bevölkerungsmehrheit stellen, wobei es bedeutende muslimische und animistische Minderheiten gäbe. Der Staat hätte eine große Vielfalt an verschiedenen ethnischen Gruppen.
Suaheli wäre die Verkehrssprache und die Amtssprache wäre Englisch. Die vorgeschlagene Hauptstadt ist die tansanische Stadt Arusha, die nahe der kenianischen Grenze liegt und ein diplomatisches Zentrum darstellt. Arusha ist der derzeitige Hauptsitz der Ostafrikanischen Gemeinschaft. Große und bedeutende Städte wären Daressalam, Kinshasa, Nairobi, Kampala, Bujumbura, Kigali, Mombasa und Juba.
Als gemeinsame Währung würde der Ostafrikanische Schilling wiederbelebt werden, der 1921 bis 1969 die Währung der Britischen Kolonien in Ostafrika war. Die Teilstaaten der Föderation weisen derzeit typische Charakteristiken von Entwicklungsländern auf, bei einigen (insbesondere Kenia, Tansania, Uganda und Ruanda) waren in den letzten Jahren starke Fortschritte zu verzeichnen, während Burundi und Südsudan die ärmsten Gliedstaaten wären. Durch die Schaffung eines gemeinsamen Marktes erhofft man sich positive wirtschaftliche Impulse, eine größere Rolle in der Weltwirtschaft und eine Ausbreitung des wirtschaftlichen Wachstums von den Küstengebieten in die inneren Gebiete Ostafrikas. Schon heute ist die Ostafrikanische Gemeinschaft eine der Regionen mit dem stärksten Wirtschaftswachstum weltweit.
Der Staat wäre nach dem Prinzip einer Föderation organisiert. Weitere Details zur Struktur des politischen Aufbaus sind noch unklar und würden erst mit der Verabschiedung der gemeinsamen Verfassung geklärt werden. Der legislative Arm des Staates wäre die bereits existierende East African Legislative Assembly.
| Name                         | Fläche in km² | Einwohnerzahl (2020) | BIP in Mrd. Int. US$ (2020) | BIP in Int. US$ pro Kopf (2020) |
| ---------------------------- | ------------- | -------------------- | --------------------------- | ------------------------------- |
| Burundi                      | 27.834        | 11.890.780           | 9,170                       | 771                             |
| Demokratische Republik Kongo | 2.344.858     | 89.561.400           | 102,263                     | 1.141                           |
| Kenia                        | 580.367       | 53.771.300           | 246,160                     | 4.578                           |
| Ruanda                       | 26.338        | 12.952.210           | 28,674                      | 2.213                           |
| Südsudan                     | 644.329       | 11.193.730           | 11,533                      | 862                             |
| Tansania                     | 945.087       | 59.734.210           | 161,169                     | 2.779                           |
| Uganda                       | 241.040       | 45.741.000           | 104,945                     | 2.294                           |

## Geschichte
Die Idee einer Ostafrikanischen Föderation besteht seit den frühen 1960er Jahren, als Kenia, Tanganjika, Uganda und Sansibar ihre Unabhängigkeit vom Vereinigten Königreich erlangten. Die politischen Führer der vier Nationen äußerten Interesse an der Bildung einer Föderation zur Stärkung der gemeinsamen Stimme auf der Weltbühne. Julius Nyerere bot sogar 1960 an, die bevorstehende Unabhängigkeit von Tanganjika (voraussichtlich 1961) hinauszuschieben, damit alle ostafrikanischen Gebiete als Föderation gemeinsam die Unabhängigkeit erlangen. Der Plan scheiterte jedoch später am Widerstand von Kenia und Uganda, während Sansibar und Tanganjika sich 1964 zu Tansania vereinigten.
Die Ostafrikanische Gemeinschaft wurde 1967 von Uganda, Kenia und Tansania gegründet, jedoch 1977 nach internen Streitigkeiten wieder aufgelöst. Im Jahre 2000 wurde die Gemeinschaft von den drei Staaten wiederbelebt, um die gemeinsame Integration voranzutreiben. 2007 traten Burundi und Ruanda der Organisation bei.
Der Zusammenschluss der gegenwärtigen Ostafrikanischen Gemeinschaft zu einem einzigen Staat wird seit der Neubelebung geplant, mit den frühesten Schätzungen der Gründung der Föderation im Jahr 2013. Im Jahr 2010 startete die Gemeinschaft einen eigenen gemeinsamen Markt für Waren, Arbeit und Kapital in der Region mit dem Ziel einer gemeinsamen Währung bis 2013 und einer vollständigen politischen Föderation im Jahr 2015.
Am 14. Oktober 2013 begannen die Staats- und Regierungschefs von Uganda, Kenia, Ruanda und Burundi in Kampala ein Treffen, um eine Verfassung für die Ostafrikanische Föderation auszuarbeiten. Im Dezember 2014 wurden die Bemühungen um eine vollständige politische Föderation auf 2016 oder später verschoben.
Der Südsudan wurde im März 2016 zur Mitgliedschaft in der Ostafrikanischen Gemeinschaft zugelassen und trat ihr September 2016 bei und wurde damit das sechste Mitglied. Es ist unklar, wie sich der mögliche Beitritt des Südsudans zur EAC auf den Zeitplan für den Verband oder dessen Umfang auswirken könnte, da in dem Land von 2013 bis 2018 ein Bürgerkrieg herrschte und der Grenzverlauf zum Sudan noch ungeklärt ist.
Im November 2016 einigte sich der Ministerrat der Ostafrikanischen Gemeinschaft auf die Gründung einer Ostafrikanischen Konföderation, bevor es schließlich zu einer Ostafrikanischen Föderation kommen soll.
Im September 2018 wurde ein Ausschuss gebildet, der mit der Ausarbeitung einer gemeinsamen Verfassung beginnen soll. Ein erster Entwurf soll im Jahr 2021[veraltet] vorliegen. Die Einführung einer gemeinsamen Währung ist für 2023[veraltet] geplant.
Im Jahr 2022 trat die Demokratische Republik Kongo als siebtes Mitglied der Ostafrikanischen Gemeinschaft bei. Der Präsident des rohstoffreichen Landes, Félix Tshisekedi erwartete unter anderem, dass der Beitritt die Ausfuhr von Bodenschätzen über die ostafrikanischen Häfen Mombasa und Daressalam erleichtern würde.